# Скандал (сезон 3)
Премьера третьего сезона драматического сериала «Скандал» состоялась 3 октября 2013 года на американском телеканале ABC; заключительная серия сезона вышла в эфир 17 апреля 2014 года. Сезон состоял из 18 эпизодов. Шонда Раймс продолжила быть шоураннером сериала; производством сезона занималось ABC Studios совместно с ShondaLand Production Company. Серии третьего сезона, так же как и серии предыдущего, выходили по четвергам в 22.00.
В третьем сезоне сюжет по-прежнему фокусируется на работе сотрудников антикризисной фирмы «Оливия Поуп и партнеры» и деятельности обитателей Белого дома. Основной актерский состав третьего сезона сериала «Скандал» включает в себя десять персонажей; все исполнители этих ролей снимались в предыдущем сезоне, а семь актеров остаются в основном касте сериала с первого сезона.
Исполнительница главной роли Керри Вашингтон за свою работу в третьем сезоне сериала «Скандал» получила премию NAACP Image Award за лучшую женскую роль в драматическом сериале и была номинирована на премию Гильдии киноактеров США за лучшую женскую роль в драматическом сериале, премию «Золотой глобус» за лучшую женскую роль в телевизионном сериале — драма и премию «Эмми» за лучшую женскую роль в драматическом телесериале.
9 мая 2014 года канал ABC объявил о продлении сериала на четвертый сезон.

## Сюжет
Основными темами третьего сезона сериала «Скандал» являются переизбрание Фица на второй срок и семейные проблемы Оливии, которые связаны с тем, что ее отец, Илай Поуп, захотел вернуться в жизнь дочери, а ее мать, Майя Льюис, считавшаяся мертвой в течение двадцати лет, оказалась живой международной террористкой.
После того как прессе становится известно, что Оливия является любовницей президента, ее постоянные клиенты отказываются от услуг фирмы «Оливия Поуп и партнеры». Оливия и ее команда сталкиваются с серьезными финансовыми трудностями, и чтобы фирма не разорилась окончательно, им приходиться браться за дела новых клиентов, зачастую с весьма сомнительной репутацией. Роуэн все сильнее вмешивается в жизнь дочери, что не лучшим образом влияет на нее. Джейк и Гек, обеспокоенные состоянием Оливии, начинают расследование деятельности Роуэна как главы секретной организации В613. Вскоре они находят информацию о сверхсекретной военной миссии под кодовым названием «Операция Ремингтон», в ходе которой Фиц, будучи военнослужащим армии США, сбил гражданский самолет над Исландией, а мать Оливии стала одной из 300 жертв, находившихся на борту этого самолета. Когда Оливия узнает об этом, она идет к Фицу и спрашивает его, правда ли он получал приказ сбить самолет, но тот отказывается отвечать. Оливия, преисполненная решимости узнать всю правду об «Операции Ремингтон», велит своей команде продолжать расследование. В его ходе становится известно, что незадолго до взлета федеральный маршал снял со злополучного рейса одного пассажира, личность которого так и не была установлена. Куинн начинает тесно общаться с Чарли и очень хочет заслужить его одобрение. Тот, пользуясь этим, заставляет ее совершить убийство охранника, который является единственным свидетелем, способным опознать человека, снятого федеральным маршалом с рейса. Гек узнает о поступке Куинн и подвергает ее пыткам; после этого она уходит из фирмы Оливии.
Фиц понимает, что его самым опасным противником на выборах президента может стать конгрессвумен Джозефина «Джози» Маркус. Но чтобы получить возможность стать первой женщиной-президентом США, Джози необходимо выиграть праймериз Демократической партии у другого кандидата в президенты — сенатора Сэмюэля Рестона. Сайрус изо всех сил ищет компромат на Джози, чтобы вывести ее из президентской гонки, но все его попытки терпят неудачу. После того как Оливия узнает о том, что Фиц сбил самолет, на котором летела ее мать, она отклоняет предложение стать главой его предвыборного штаба и начинает работать на Джози Маркус. Однако конгрессвумен Маркус вскоре снимает свою кандидатуру на пост президента из-за инцидента, произошедшего с ее сестрой.
Становится известно, что пропавшим пассажиром является мать Оливии Майя Льюис, которая последние 20 лет провела в тюрьме, а заключил ее туда Роуэн. Майе удается совершить побег, и она связывается со своей взрослой дочерью. Оливия шокирована встречей со своей «умершей» матерью. Роуэн, узнав о побеге своей бывшей жены, вносит имя Майи в список самых разыскиваемых преступников, однако Оливии удается посадить мать на рейс в Гонконг. После того самолет улетает, Оливия узнает, что ее мать действительно опасная международная террористка по имени Мари Уоллес. Фиц арестовывает Роуэна и удерживает его в Пентагоне. Оливия приходит к Фицу и просит арестовать свою мать, но Майе удается сбежать в очередной раз.
Сайрус выясняет, что вице-президент Салли Лэнгстон не собирается поддерживать кандидатуру Фица на грядущих президентских выборах, а планирует выдвигаться сама как независимый кандидат и уже выбрала на роль руководителя своего предвыборного штаба знаменитого кризисного менеджера Лео Бергена. Сайрус замечает, что муж Салли Дэниэл Дуглас проявляет интерес к его мужу Джеймсу. Сайрус решает устроить для них свидание, чтобы сделать снимки того, как Лэнгстон флиртует с Джеймсом. Впоследствии Сайрус хочет шантажировать этими фотографиями Салли, чтобы заставить ее отказаться от намерения избираться в президенты. Однако Джеймс понимает, что муж хочет использовать его в своих политических играх, и чтобы отомстить ему занимается сексом с Дэниэлом Дугласом. Получив фотографии, Сайрус чувствует себя опустошенным и понимает, что зашел слишком далеко. Салли, узнав о том, что муж изменил ей с другим мужчиной, приходит в ярость и убивает Дэниэла Дугласа. После убийства она звонит Сайрусу и просит его помочь скрыть следы преступления. Джеймса не удовлетворяет официальная причина гибели Лэнгстона; он считает, что произошло убийство и делится своими подозрениями с Дэвидом Роузеном. Дэвид начинает расследование и вскоре находит женщину из АНБ, у которой есть запись телефонного разговора Салли и Сайруса, сделанная в вечер смерти Дэниэла Дугласа.
Оливия становится главой предвыборного штаба Фица, а Салли делает официальное заявление о том, что она баллотируется на пост президента как независимый кандидат. Фиц назначает на освободившееся место вице-президента губернатора Калифорнии Эндрю Николса, который возобновляет свой давний роман с Мелли. Президентская кампания оказывается под угрозой срыва, когда Салли, измученная чувством вины за убийство мужа, едва не раскрывает правду на дебатах с Фицем. Сайрус просит Джейка убить Салли, чтобы правда о смерти Дэниэла Дугласа никогда не была раскрыта. Однако вместо этого Джейк убивает мужа Сайруса Джеймса, который хочет передать доказательства убийства Лэнгстона журналистке. Старшие дети Мелли и Фица Карен и Джерри Гранты приезжают в Белый дом, чтобы принять участие в семейном интервью в поддержку кандидатуры Фица, однако Оливия вскоре выясняет, что их отношение к родителям оставляет желать лучшего.
Майя и ее подельница Аднан Салиф начинают сотрудничать с террористом Домиником Беллом, который снабжает их бомбой. Оливия и ее команда прибегают к помощи Роуэна и выслеживают Доминика, однако это не помогает им отыскать Майю. Бомба, полученная от Доминика, взрывается в церкви, в которой в этот момент находится Салли. Она выживает и сразу же начинает оказывать помощь пострадавшим и раненым; эти кадры выходят в прямом эфире, и Салли получает беспрецедентную поддержку населения, ее рейтинги взлетают до небес. Кажется, что итоги выборов уже предрешены; Оливия и Сайрус убеждены, что Фиц проиграет. Однако Роуэн, желая переломить ситуацию, отдает приказ сотруднику Секретной службы Тому, который оказывается тайным агентом В613 при президенте, убить сына Фица Джерри. Трагическая гибель мальчика заставляет американцев сплотиться вокруг Фица и проголосовать за него. В итоге, на выборах побеждает Фиц. Оливия следует совету своего отца и вместе с Джейком улетает на тропический остров, чтобы начать там новую жизнь.

## Актёры и персонажи
| - Керри Вашингтон — Оливия Поуп - Коламбус Шорт — Харрисон Райт - Скотт Фоли — Джейкоб «Джейк» Баллард - Дэрби Стэнчфилд — Эбигейл «Эбби» Уилан - Кэти Лоус — Куинн Перкинс / Линдси Дуайер - Гильермо Диас — Гек - Джефф Перри — глава аппарата Белого дома Сайрус Бин - Джошуа Малина — Дэвид Роузен - Беллами Янг — первая леди Мелоди «Мелли» Грант - Тони Голдуин — президент США Фицджеральд «Фиц» Томас Грант III | - Джо Мортон — Роуэн «Илай» Поуп - Кейт Бертон — вице-президент Салли Лэнгстон - Джордж Ньюберн — Чарли - Пол Адельштейн — Лео Берген - Ханди Александер — Майа Льюис / Мари Уоллес - Дэн Букатински — Джеймс Новак - Брайан Лэтчер — Том Ларсен - Шармила Девар — Лорен Уэллман - Джон Тенни — губернатор Эндрю Николс - Назанин Боньяди — Аднан Салиф - Джек Коулман — Дэниэл Дуглас Лэнгстон - Лиза Кудроу — конгрессвумен Жозефина «Джози» Маркус - Том Амандес — губернатор Сэмюэл Рестон - Саманта Слойан — Жанин Лок - Дилан Миннетт — Фицджеральд Томас Грант IV - Салли Прессман — Кэндис Маркус - Карло Рота — Иван - Эрика Шаффер — телевизионный корреспондент - Мадлен Кэрролл — Карен Грант - Маккензи Астин — Ноа Бейкер | - Синтия Стивенсон — Мэри Несбитт - Норм Льюис — сенатор Эдисон Дэвис - Марк Мозес — конгрессмен Джим Стратерс - Эрни Хадсон — Глава ФБР Рэндольф Боулз - Грегг Генри — Холлис Дойл - Патрик Фабиан — сенатор Ричард Майерс - Мелора Хардин — Шелли Майерс - Барри Боствик — Фицджеральд Томас Грант II - Бренда Стронг — Джоан Рестон - Себастьян Роше — Доминик Белл |

## Производство
10 мая 2013 года канал ABC продлил сериал «Скандал» на третий сезон. В телесезоне 2013—2014 годов показ третьего сезона «Скандала» был разделен на две части, так же как и показ других телевизионных драм канала ABC («Нэшвилл», «Месть», «Однажды в сказке» и «Анатомия страсти»); первые десять эпизодов были показаны до Нового года, после чего сериал ушел на перерыв вплоть до 26 февраля 2014 года. 7 декабря 2013 года ABC Studios объявила, что из-за беременности исполнительницы главной роли Керри Вашингтон количество эпизодов в сезоне сократится с 22 до 18; а финал сезона выйдет в эфир на четыре недели раньше запланированного — 17 апреля 2014 года.
9 мая 2014 года канал ABC объявил о продлении сериала на четвертый сезон, выход которого был назначен на осень 2014 года.

### Кастинг
Основной актерский состав третьего сезона сериала «Скандал» включает в себя десять персонажей; все исполнители этих ролей снимались в предыдущем сезоне, а семь актеров остаются в основном касте сериала с первого сезона. Керри Вашингтон вернулась к роли главного протагониста сериала Оливии Поуп, кризисного менеджера в настоящем и директора по коммуникациям Белого дома в прошлом. Скотт Фоли исполнил роль капитана Джейка Балларда. Коламбус Шорт продолжил играть сотрудника фирмы Оливии Харрисона Райта, а Дэрби Стэнчфилд — подругу и сотрудницу Оливии Эбби Уилан. Кэти Лоус сыграла Куинн Перкинс, которая в середине сезона ушла из фирмы Оливии ради работы в B613, а Гильермо Диас исполнил роль Гека, компьютерщика, работающего на Оливию, и имеющего серьезные психологические проблемы. Джефф Перри вернулся к роли Сайруса Бина, главы аппарата Белого дома, муж которого погиб из-за его интриг. Джошуа Малина сыграл Дэвида Роузена, которого восстановили в должности федерального прокурора. Беллами Янг продолжила играть роль первой леди Мелли Грант, у которой начался роман с претендентом на кресло вице-президента Эндрю Николсом, а Тони Голдуин вернулся к роли президента Фицджеральда «Фица» Томаса Гранта III.
14 июня 2013 года стало известно, что актер Скотт Фоли был повышен до основного состава третьего сезона. 28 августа 2013 года актрису Лизу Кудроу утвердили на роль конгресвумен Жозефины Маркус, которую она исполнила в нескольких эпизодах третьего сезона. Позже Шонда Раймс пригласила актера Пола Адельштейна, игравшего в ее завершившемся сериале «Частная практика», на роль кризисного менеджера Лео Бергена, который является соперником Оливии. 23 сентября 2013 года было объявлено, что актриса Салли Прессман сыграет сестру конгрессвумен Джози Маркус в нескольких эпизодах шоу. Актер Джек Коулман присоединился к сериалу в роли Дэниэла Дугласа, мужа вице-президента Салли Лэнгстон.
5 ноября 2013 года было объявлено, что актриса Ханди Александер сыграет роль матери Оливии в нескольких эпизодах шоу, и ее персонаж окажет большое влияние на развитие основного сюжета сезона. 6 декабря 2013 актер Джон Тенни был выбран на роль Эндрю Николса, претендента на место вице-президента и потенциального любовника для первой леди, появляющегося во второй половине сезона. 6 февраля 2014 года Дилан Миннетт и Мадлен Кэрролл получили роли Джерри и Карен Грантов, детей Мелли и Фитца, которые появились в 15 и 18 эпизодах третьего сезона.

## Эпизоды
| № общий | № в сезоне | Название                                                                      | Режиссёр            | Автор сценария                   | Дата премьеры   | Зрители в США (млн) |
| --- | ---------- | ----------------------------------------------------------------------------- | ------------------- | -------------------------------- | --------------- | ------------------- |
| 30 | 1          | «It's Handled» «Все улажено»                                                  | Том Верика          | Шонда Раймс                      | 3 октября 2013  | 10,52               |
| После того как пресса обвиняет Оливию в том, что именно она является любовницей президента, и Белый дом, и компания «Поуп и партнеры» оказываются в центре крупнейшего скандала; и только беспрецедентная преданность дает шанс спасти ситуацию. Тем временем, становится ясно, что отец Оливии не остановится ни перед чем ради того, чтобы его приказы беспрекословно выполнялись, и любому человеку, в том числе Оливии, опасно становиться у него на пути. |            |                                                                               |                     |                                  |                 |                     |
| 31 | 2          | «Guess Who's Coming to Dinner» «Гость, приходящий на ужин»                    | Эллисон Лидди-Браун | Хезер Митчелл                    | 10 октября 2013 | 9,01                |
| Мы узнаем причины напряженных отношений между Оливией и ее отцом. Тем временем, Белый дом и компания «Поуп и партнеры» продолжают попытки выбраться с наименьшими потерями из созданного ими самими скандала. |            |                                                                               |                     |                                  |                 |                     |
| 32 | 3          | «Mrs. Smith Goes to Washington» «Миссис Смит отправляется в Вашингтон»        | Жанно Шварц         | Мэтт Бирн                        | 17 октября 2013 | 9,51                |
| Безутешная мать со Среднего Запада нанимает Оливию и ее команду, чтобы разобраться с невыясненными обстоятельствами гибели ее сына, однако заурядная, на первый взгляд, работа приводит к возникновению очень опасной ситуации. Тем временем, Фиц и Мелли показывают свое истинное отношение друг к другу. |            |                                                                               |                     |                                  |                 |                     |
| 33 | 4          | «Say Hello to My Little Friend» «Поздоровайся с моим маленьким другом»        | Оливер Бокельберг   | Марк Фиш                         | 24 октября 2013 | 8,62                |
| Так как команда Оливии испытывает серьезные проблемы с клиентами, они решают взяться за дело сенатора, который очень любит посылать свои интимные фото в личной переписке. Тем временем, Мелли оказывается вовлечена в скандал с участием конгресвумен от демократической партии Жозефиной Маркус. |            |                                                                               |                     |                                  |                 |                     |
| 34 | 5          | «More Cattle, Less Bull» «Больше коров, меньше навоза»                        | Рэндал Зиск         | Дженна Бэнс                      | 31 октября 2013 | 9,18                |
| Команда начинает работать на конгресвумен от демократической партии Джози Маркус, а на ужине корреспондентов в Белом доме между Оливией и Мелли происходит неожиданный разговор. Тем временем, Джейк и Гек продолжают расследование секретной операции Ремингтон, выяснение правды о которой может вызвать разрушительные последствия. |            |                                                                               |                     |                                  |                 |                     |
| 35 | 6          | «Icarus» «Икар»                                                               | Джули Энн Робинсон  | Питер Ной                        | 7 ноября 2013   | 8,66                |
| Оливии необходимо принять очень важное решение, которое способно разрушить все ее отношения с Белым домом, а верность Харрисона Оливии и команде подвергается серьезному испытанию. Тем временем, «Поуп и партнеры» продолжают готовить Джози Маркус к дебатам, в то время как Сайрус и Мелли стараются навредить ей. |            |                                                                               |                     |                                  |                 |                     |
| 36 | 7          | «Everything's Coming Up Mellie» «Мелли все к лицу»                            | Майкл Кэтлман       | Питер Ноуолк                     | 14 ноября 2013  | 9,04                |
| Мелли все еще пытается восстановить свою репутацию, испорченную ее прошлогодними заявлениями, поэтому она соглашается на интервью со сложными и неприятными вопросами. Тем временем, Сайрус плетет интриги против Салли Лэнгстон, а мы узнаем, как Мелли, Фиц и Сайрус стали одной командой. Гек продолжает отталкивать Куинн от себя, и ее неконтролируемая жажда крови приводит к крайне опасной ситуации.                                                   |            |                                                                               |                     |                                  |                 |                     |
| 37 | 8          | «Vermont is for Lovers, Too» «Вермонт и для любовников тоже»                  | Ава Дюверней        | Марк Уилдинг                     | 21 ноября 2013  | 8,93                |
| Оливия и ее команда не оставляют попытки докопаться до правды об операции Ремингтон, попутно разбираясь с кризисом, возникшим в ходе кампании Джози Маркус. Тем временем, Куинн заходит все дальше в своих сложных взаимоотношениях с Чарли, а Сайрус создает план по нейтрализации Салли, не учитывая при этом, какой вред он может причинить лично ему. |            |                                                                               |                     |                                  |                 |                     |
| 38 | 9          | «YOLO» «Живем только раз»                                                     | Оливер Бокельберг   | Крис Ван Дьюсен                  | 5 декабря 2013  | 8,27                |
| По мере того как команда подбирается все ближе к правде об операции Ремингтон, их преданность подвергается испытаниям, а отношения разрываются. Тем временем, Сайрус сталкивается с личным кризисом и осознает, что зашел слишком далеко. |            |                                                                               |                     |                                  |                 |                     |
| 39 | 10         | «A Door Marked Exit» «Дверь с надписью Выход»                                 | Том Верика          | Захир Макги                      | 14 декабря 2013 | 9,22                |
| Когда вся правда выходит на поверхность, и команда Оливии, и администрация Белого дома осознают что их жизнь никогда не будет прежней, и каждому придется ответить за последствия своих действий. |            |                                                                               |                     |                                  |                 |                     |
| 40 | 11         | «Ride, Sally, Ride» «Беги, Салли, беги»                                       | Том Верика          | Рэмла Мохаммед                   | 27 февраля 2014 | 9,32                |
| Белый дом потрясен заявлением Салли Лэнгстон, создавшим эффект разорвавшейся бомбы. Тем временем, Оливия пробует себя в новой роли. |            |                                                                               |                     |                                  |                 |                     |
| 41 | 12         | «We Do Not Touch the First Ladies» «Нельзя трогать Первых леди»               | Оливер Бокельберг   | Хезер Митчелл                    | 6 марта 2014    | 8,53                |
| Фица охватывает давно забытая ревность, которая заставляет его столкнуться с суровой реальностью. Тем временем, Куинн пытается утвердить свое положение в В613, а Лео Берген организовывает встречу между Салли и ее старым другом. |            |                                                                               |                     |                                  |                 |                     |
| 42 | 13         | «No Sun on the Horizon» «Нет солнца на горизонте»                             | Рэндал Зиск         | Мэтт Бирн                        | 13 марта 2014   | 8,22                |
| Фиц находится в своей лучшей форме и полностью готов к первым президентским дебатам, однако Оливия узнает шокирующую новость, которая заставляет ее принять сложное решение. Команда работает над делом об убийстве, в котором замешена очень влиятельная личность. Тем временем, один маленький грязный секрет способен привести к смертельно опасным последствиям.                                                                                           |            |                                                                               |                     |                                  |                 |                     |
| 43 | 14         | «Kiss Kiss Bang Bang» «Чмок-чмок, пиф-паф»                                    | Пол Маккрейн        | Марк Фиш                         | 20 марта 2014   | 9,08                |
| Салли отправляется на встречу с представителями Национальной стрелковой организации США, чтобы пролоббировать закон об оружии, известие об этом заставляет Белый дом принять ответные меры. Оливия и Гек приходят к шокирующему открытию, а в «Поуп и партнеры» обращается крайне неожиданная персона. |            |                                                                               |                     |                                  |                 |                     |
| 44 | 15         | «Mama Said Knock You Out» «Мама сказала побить тебя»                          | Тони Голдуин        | Захир Макги                      | 27 марта 2014   | 9,01                |
| В Белом доме Фиц, Мелли и их дети готовятся к семейному телевизионному интервью в прямом эфире. Тем временем, Аднан просит Харрисона о помощи, а отец Оливии пытается убедить ее прекратить лезть в дела В613. |            |                                                                               |                     |                                  |                 |                     |
| 45 | 16         | «The Fluffer» «Подсос»                                                        | Жанно Шварц         | Крис Ван Дьюсен и Рэмла Мохаммед | 3 апреля 2014   | 9,13                |
| Эбби временно заменяет Оливию в Белом доме. Тем временем, команда продолжает попытки добраться до В613, а кампания Рестона идет под откос. |            |                                                                               |                     |                                  |                 |                     |
| 46 | 17         | «Flesh and Blood» «Плоть и кровь»                                             | Дебби Аллен         | Севериано Каналес и Мигель Нолла | 10 апреля 2014  | 9,23                |
| В офисе Оливия и ее команда пытаются исправить последствия сорванной операции В613. Избирательная кампания Фица начинает испытывать затруднения, и он пренебрегает советами Оливии. Тем временем, Аднан и Майя планируют свой следующий шаг. |            |                                                                               |                     |                                  |                 |                     |
| 47 | 18         | «The Price of Free and Fair Election» «Цена свободных и справедливых выборов» | Том Верика          | Шонда Раймс и Марк Уилдинг       | 17 апреля 2014  | 10,57               |
| День выборов приближается, и кандидаты готовы на все, чтобы заполучить голоса избирателей. Тем временем, Оливия пытается понять мотивы Майи, а Чарли делает весьма неожиданный ход. |            |                                                                               |                     |                                  |                 |                     |

## Реакция
Третий сезон сериала «Скандал» удостоился положительных отзывов критиков; многие из них отмечали, что шоу оправдало их ожидания и сумело сохранить ту высокую планку, которая была взята в предыдущем сезоне. На сайте-агрегаторе Rotten Tomatoes третий сезон «Скандала» достиг 100 % «свежести» на основе 7 отзывов. Премьера третьего сезона стала темой 712877 упоминаний в социальных сетях, что сделало «Скандал» самой популярной в Интернете телепрограммой, вышедшей в четверг вечером. Исполнительница главной роли Керри Вашингтон за свою работу в третьем сезоне сериала была номинирована премии «Эмми» и «Золотой глобус».
Премьерная серия третьего сезона собрала у экранов 10,5 миллионов зрителей, что на 71 % превысило количество зрителей первой серии второго сезона. Финальную серию сезона также посмотрели 10,5 миллионов зрителей, что на 15 % превысило количество зрителей финала второго сезона в мае 2013 года. В среднем, аудитория третьего сезона составила 11,5 миллионов человек, что на 39 % превысило среднюю аудиторию второго сезона, которая, в среднем, составляла 8,3 миллиона человек. Таким образом, третий сезон «Скандала» стал самым рейтинговым сериалом телесезона 2013—2014 годов в США.

## Награды и номинации
| Премия                                | Номинация                                                    | Номинант                                        | Результат |
| ------------------------------------- | ------------------------------------------------------------ | ----------------------------------------------- | --------- |
| BET Award                             | Лучшая актриса                                               | Керри Вашингтон                                 | Победа    |
| Премия «Выбор телевизионных критиков» | Лучшая женская роль второго плана в драматическом сериале    | Беллами Янг                                     | Победа    |
| Премия «Выбор телевизионных критиков» | Лучший приглашенный актер в драматическом сериале            | Джо Мортон                                      | Номинация |
| Премия «Дориан»                       | Лучшая женская роль на телевидении                           | Керри Вашингтон                                 | Номинация |
| Премия «Золотой глобус»               | Лучшая женская роль в телевизионном сериале — драма          | Керри Вашингтон                                 | Номинация |
| Премия «Грейси»                       | Лучшая драма                                                 | «Скандал»                                       | Победа    |
| NAACP Image Award                     | Лучший драматический сериал                                  | «Скандал»                                       | Победа    |
| NAACP Image Award                     | Лучшая женская роль в драматическом сериале                  | Керри Вашингтон                                 | Победа    |
| NAACP Image Award                     | Лучший приглашенный актер в драматическом сериале            | Джо Мортон                                      | Победа    |
| NAACP Image Award                     | Лучшая мужская роль второго плана в драматическом сериале    | Коламбус Шорт                                   | Номинация |
| NAACP Image Award                     | Лучшая мужская роль второго плана в драматическом сериале    | Гильермо Диас                                   | Номинация |
| NAACP Image Award                     | Лучший сценарист драматического сериала                      | Захир Макги (эпизод «Мама сказала побить тебя») | Номинация |
| Премия «Эмми»                         | Лучшая женская роль в драматическом телесериале              | Керри Вашингтон                                 | Номинация |
| Премия «Эмми»                         | Лучший приглашённый актёр в драматическом телесериале        | Джо Мортон                                      | Победа    |
| Премия «Эмми»                         | Лучшая приглашённая актриса в драматическом телесериале      | Кейт Бертон                                     | Номинация |
| Prism Award                           | Лучший эпизод драматического сериала («Змея в саду»)         | «Скандал»                                       | Победа    |
| Prism Award                           | Лучшая роль в эпизоде драматического сериала («Змея в саду») | Тони Голдуин                                    | Номинация |
| Премия Гильдии киноактёров США        | Лучшая женская роль в драматическом сериал                   | Керри Вашингтон                                 | Номинация |
| Vision Award                          | Лучшая драма                                                 | «Скандал»                                       | Победа    |